# Juan Antonio Nieto Arroyo
Juan Antonio Nieto Arroyo, también conocido como Pangea (Madrid, 20 de enero de 1961- Madrid, 27 de febrero de 2022) fue un músico experimental y artista sonoro español.

## Biografía

### Carrera
Comenzó su carrera musical como baterista en los grupos de la Movida madrileña, Aviador Dro y Alphaville. Colaboró, también, con otros grupos como Los Iniciados, La Dama se Esconde o Esclarecidos. A mediados de los 90 comenzó su carrera en solitario en la Música electrónica con Shakermoon y en dúo con José Luís Abel bajo el nombre de Fracture! A principios de los 2000 se adentra en la Música experimental bajo el nombre de Pangea y desde 2010 sus trabajos están firmados con su propio nombre. Es en el género experimental donde publica una amplia discografía tanto en solitario como en colaboración con otros músicos y vídeoartistas de diversas nacionalidades, además de estar incluido en más de una treintena de recopilatorios.
Su obra está compuesta de informática musical con la que transforma Grabación de campo y sus propias improvisaciones de percusión realizadas con objetos cotidianos, creando atmósferas opresivas con multitud de detalles tímbricos y gran fuerza emocional. 
Dirigió el Festival Acúfenos de Madrid (2011) y fue comisario de eventos Latimeria. También fue miembro del colectivo GRS (Grupo de Resistencia Sonora de Madrid) en el que comenzaría series de conciertos de música experimental. Colaboró con la revista Ursonate para la que entrevistó a varios músicos argentinos durante su participación en el Festival Fuga de Buenos Aires en 2009.
Su música aparece en varias películas como El arte de morir (película), Shacky Carmine (Chema de la Peña), o The lost color de Kris Limbach. También ha musicalizado en directo la película sueca El carruaje fantasma Körkarlen (película de 1921), de Victor Sjöström (1921).
Falleció el 27 de febrero de 2022 a los 61 años de edad.

## Discografía

### Como solista
- Domina. A.M.P. Records, México. 2007
- Latimeria. Enough Records, Portugal. 2007
- Metal Machine Muzak. Clinical Archives, Federación Rusa. 2007.
- La lógica de las termitas. Idiosyncratics Records, Bélgica. 2007
- Vital. Ruidemos, España. 2008.
- Tradition. Test tube. Portugal. 2008
- Combustión Chamber. Tecnonucleo. España. 2009
- Abrasive Soul. Clinical Archives, Federación Rusa. 2009
- El abismo inclinado. Larraskito, España. 2009.
- Exposure. A.M.P. Records, México. 2009
- Texture and Granulation. Electronic Musik Label. Reino Unido 2010
- Division of Space. Experimedia. U.S.A. 2010.
- Indoor. Impulsive Habitat. U.S.A. 2011
- Secret Communication. Mandorla. Mexico. 2010
- Test. suRRism Phonoethics. Alemania. 2010
- Litium, Audiotalaia, España. 2011
- The Voice Inside. Electronic Musik Label. Reino Unido. 2012
- Out of the blue. Fuga discos. Argentina. 2013
- Shortcut.. Exp_net. España. 2014
- Static, Plus Timbre. Grecia. 2015
- Big Mistake. Surrism Phonoethics. Alemania. 2015

### Colaboraciones
- Con Zan Hoffman. The twist and turns of loved and hated,G. ZH27 Records, U.S.A. Your life has been pressured for you. ZH27 Records, U.S.A.
- Con Brian Day y Zan Hoffman. One. ZH27 Records, U.S.A. Tone. ZH27 Records, U.S.A .
- Con Mauricio Ibáñez (Unforeseen Heigths). Naugth. Enough Records, Portugal
- Con Leonardo Alves Vieira Post-sleep paths. Luscinia, España
- Con David Vélez (Lezrod) DataTransfer 2. David Vélez and V/A. Track: Granulado. Impulsive habitat, Argentina
- Con Kenji Siratori Vital Error. XS Records, Portugal
- Con Oikos. Nuevo entendimiento de la confusión. Ruidemos y La Caída. España
- Con Laura Focarazzo. Specific Gravity. Pieza Audiovisual. España-Argentina. Premio Especial Diario de Levante en el Festival Incubarte. Valencia. 2012
- Con Lezet. Meld6. Breathe. México.2011
- Con Chris Silver T. Memories of a bedroom toy clock. Ozky e-sound. Italia. 2013
- Con Luís Marte: Live in Madrid.  Fuga discos, Argentina. 2014.
- Con Metek. Umber. Gruppo Ungido. España. 2016
- Con Roland Quelven. W_Spaces of Otherness. Pieza audiovisual. 2016.

## Premios y nominaciones
| Año  | Trabajo nominado                                    | Premio                           | Categoría         | Resultado                         |
| ---- | --------------------------------------------------- | -------------------------------- | ----------------- | --------------------------------- |
| 2016 | Juan Antonio Nieto                                  | International Contest Radical dB | Audio performance | Primer premio                     |
| 2012 | Specific Gravity (Lau Focarazzo-Juan Antonio Nieto) | Festival Incubarte               | Pieza Audiovisual | Premio especial Diario de Levante |